# Suva
Suva (auch Suwa) ist die Hauptstadt Fidschis. Sie liegt an der südöstlichen Küste der Hauptinsel Viti Levu in der Provinz Rewa der Verwaltungsregion Central Division, deren Hauptstadt sie ebenfalls ist. Bei der Volkszählung von 2017 hatte die Stadt knapp 94.100 Einwohner.

## Geschichte
Suva wurde 1877 zur Hauptstadt ernannt, nachdem sich die vorherige Hauptstadt Levuka auf Ovalau als zu eng erwiesen hatte. Erst 1910 erhielt Suva durch die Municipal Constitution Ordinance of 1909 Stadtrecht. Zwischen 1996 und 2007 wurde Nasinu, heute zweitgrößte Stadt Fidschis, aus der Stadt Suva ausgegliedert.

## Politik
Oberstes Organ ist das Suva City Council, bestehend aus 20 Stadträten. Heutiger Bürgermeister (Lord Mayor) ist der 2008 wiedergewählte Ratu Peni Volavola der Partei Soqosoqo Duavata ni Lewenivanua (SDL), auch United Fiji Party benannt.

## Einrichtungen
Die 1968 gegründete University of the South Pacific, eine öffentliche Universität die von zwölf Ländern Ozeaniens getragen wird, unterhält einen ihrer drei Campus, den Laucala Campus, in Suva.
Das 1966 zum Erzbistum erhobene römisch-katholische Erzbistum Suva wurde 1863 als Apostolische Präfektur Fidschi errichtet. Bischofskirche ist die 1902 errichtete Herz-Jesu-Kathedrale in Suva.

## Wirtschaft
Die Wertpapierbörse von Fidschi – die South Pacific Stock Exchange – hat hier seit 1979 ihren Sitz.

## Sport
Die fidschianische Rugby-Union-Nationalmannschaft und die fidschianische Frauen-Rugby-Union-Nationalmannschaft tragen ihre Heimspiele im HFC Bank Stadium aus. In der Stadt befindet sich auch der Verbandssitz der Fiji Rugby Union.

## Sehenswürdigkeiten
- Grand Pacific Hotel
- Clock Tower
- Thurston Gardens
- Fiji Museum
- Suva City Carnegie Library
- Sacred Heart Cathedral (Herz-Jesu-Kathedrale)

## Städtepartnerschaften
Suva hat mit folgenden Städten und Gebietskörperschaften Partnerschaften geschlossen:
- Port Moresby in Papua-Neuguinea, seit 1993
- Beihai in der Volksrepublik China, seit 1998
- Seoul in Korea, seit 2000
- Brighton in Tasmanien, Australien, seit 2009
- Guangdong, Provinz in der Volksrepublik China, seit 2010

## In Suva geboren
- Ciwa Griffiths (1911–2003), amerikanische Sprachheilpädagogin
- Don Dunstan (1926–1999), australischer Politiker (Australian Labor Party)
- Satya Nandan (1936–2020), Rechtsanwalt und Diplomat
- Peter Thomson (* 1948), Diplomat
- Colin Philp junior (1964–2021), Regattasegler
- Craig Parker (* 1970), neuseeländischer Schauspieler
- Isireli Naikelekelevesi (* 1976), Leichtathlet
- Lote Tuqiri (* 1979), australischer Rugby-Union-Spieler
- Nicole Whippy (* 1979), neuseeländische Schauspielerin, Filmregisseurin und Drehbuchautorin
- Ravitesh Behari (* 1981), Fußballschiedsrichter
- Sitiveni Sivivatu (* 1982), neuseeländischer Rugby-Union-Spieler
- Evelyn Otto (* 1989), palauische Schwimmerin
- Milika Tuivanuavou (* 1990), Leichtathletin
- Banuve Tabakaucoro (* 1992), Sprinter
- Roy Ravana Junior (1993–2014), Leichtathlet
- Sisilia Seavula (* 1995), Sprinterin
- Matelita Buadromo (* 1996), Schwimmsportlerin
- Brandon Schuster (* 1998), Schwimmer

## Klimatabelle
|                       | Jan  | Feb  | Mär  | Apr  | Mai  | Jun  | Jul  | Aug  | Sep  | Okt  | Nov  | Dez  |   |      |
| Mittl. Tagesmax. (°C) | 30,6 | 31,0 | 30,6 | 29,7 | 28,3 | 27,6 | 26,5 | 26,6 | 27,0 | 27,8 | 28,9 | 29,8 | ⌀ | 28,7 |
| Mittl. Tagesmin. (°C) | 23,7 | 23,8 | 23,5 | 23,0 | 22,0 | 21,4 | 20,4 | 20,5 | 20,9 | 21,7 | 22,5 | 23,2 | ⌀ | 22,2 |
|                       |      |      |      |      |      |      |      |      |      |      |      |      |   |      |
| Niederschlag (mm)     | 315  | 286  | 371  | 391  | 267  | 164  | 142  | 159  | 184  | 234  | 264  | 263  | Σ | 3040 |
|                       |      |      |      |      |      |      |      |      |      |      |      |      |   |      |
| Regentage (d)         | 23   | 22   | 23   | 22   | 20   | 18   | 18   | 17   | 17   | 19   | 19   | 21   | Σ | 239  |

| 23,7 |

| 23,8 |

| 23,5 |

| 23,0 |

| 22,0 |

| 21,4 |

| 20,4 |

| 20,5 |

| 20,9 |

| 21,7 |

| 22,5 |

| 23,2 |

| 23,7 |

| 23,8 |

| 23,5 |

| 23,0 |

| 22,0 |

| 21,4 |

| 20,4 |

| 20,5 |

| 20,9 |

| 21,7 |

| 22,5 |

| 23,2 |